# Pseudolachnostylis maprouneifolia
Pseudolachnostylis maprouneifolia är en emblikaväxtart som beskrevs av Ferdinand Albin Pax. Pseudolachnostylis maprouneifolia ingår i släktet Pseudolachnostylis och familjen emblikaväxter.

## Underarter
Arten delas in i följande underarter:
- P. m. dekindtii
- P. m. glabra
- P. m. maprouneifolia
- P. m. polygyna